# 永遠のもっと果てまで/惑星になりたい
「永遠のもっと果てまで／惑星になりたい」（えいえんのもっとはてまで／わくせいになりたい）は、2015年10月28日にリリースされた松田聖子の通算81枚目のシングル。発売元はEMI Records。

## 解説
本作は1984年5月10日発売のシングル「時間の国のアリス」以来、31年ぶりに作詞に松本隆・作曲に呉田軽穂（松任谷由実）を迎えて制作されたデビュー35周年記念シングル。
「永遠のもっと果てまで」の編曲は松任谷正隆。編曲も含めると1984年2月1日発売のシングル「Rock'n Rouge」以来同じく31年ぶりの作家陣での作品となる。
「惑星になりたい」の編曲は松任谷由実の発案により中田ヤスタカ（CAPSULE）が起用された。松田の楽曲作品には初参加となる。
「永遠のもっと果てまで」は映画『PAN 〜ネバーランド、夢のはじまり〜』の日本語吹替版の主題歌。
第57回日本レコード大賞では、本楽曲で最優秀歌唱賞を受賞した。最優秀歌唱賞の受賞は、第34回以来23年ぶりで2度目。
DVD付初回限定盤A・特製ジャケット（シングルレコードサイズジャケ+封入ポスター+封入ブロマイド1種付）初回限定盤B・通常盤・コンパクトカセットの4形態で発売。

## 収録曲
全曲作詞：松本隆／作曲：呉田軽穂（松任谷由実）

### CD-DA
1. 永遠のもっと果てまで
  - 『PAN 〜ネバーランド、夢のはじまり〜』日本語吹替版主題歌
  - JR東日本BRTタイアップ曲
  - 編曲:松任谷正隆
2. 惑星になりたい
  - 編曲：中田ヤスタカ
3. 永遠のもっと果てまで（Inst.）
4. 惑星になりたい（Inst.）

### コンパクトカセット
Side A
1. 永遠のもっと果てまで
2. 惑星になりたい

Side B
1. 永遠のもっと果てまで（Inst.）
2. 惑星になりたい（Inst.）

### DVD（初回限定盤Aのみ）
1. 永遠のもっと果てまで （Music Clip）
2. Seiko Matsuda ～35th Anniversary Special Interview～

## 収録アルバム
- 永遠のもっと果てまで
  - We Love SEIKO -35th Anniversary 松田聖子究極オールタイムベスト50Songs-
  - Shining Star
- 惑星になりたい
  - We Love SEIKO -35th Anniversary 松田聖子究極オールタイムベスト50Songs-
  - Shining Star